# Eix Comercial Nou Eixample
L'Eix Comercial Nou Eixample és una entitat del barri de l'Esquerra de l'Eixample, a Barcelona. Té com a objectiu potenciar el model del comerç de proximitat a còpia d'unificar les iniciatives de les diferents associacions del teixit veïnal.

## Composició
L'organització es va formar el 2007 a partir de la fusió de les entitats Eix Model Sopena i El Nostre Racó. El 2015, tenia una vuitantena d'associats, xifra menor respecte d'anys anteriors arran de l'efecte de la crisi financera del 2008. El 2016, l'associació va poder professionalitzar-se i aconseguir un local. Arran de la pandèmia de la COVID-19, l'eix comercial va perdre la meitat de socis, en un barri emmarcat en un context d'envelliment de la població.
Des del 2008, el president de l'Eix Comercial Nou Eixample és Sergio Moral, el propietari d'una botiga d'informàtica. A data de 2024, Mercè Díaz era la gerent de l'entitat.

## Activitat
Des del 2012, l'entitat organitza anualment la Festa d'Estiu del Comerç als Jardins de Montserrat Figueras. A la mateixa ubicació, per la Festa Major de l'Esquerra de l'Eixample, estan al capdavant de la Fira de Festa Major de Comerç i Artesans.
El 2016, després d'almenys tres anys de negociacions, l'Eix Comercial Nou Eixample i el mercat del Ninot van signar un acord de col·laboració arran del qual van llançar una targeta de fidelització comuna amb descomptes inclosos per les compres tant en els establiments adherits a l'eix com en el mercat mateix. Aquesta targeta havia estat en circulació per als comerços adscrits a l'eix i ja s'havia comprovat que efectivament fomentava l'activitat comercial al barri. El 2020, durant la pandèmia de COVID-19, l'entitat va adherir-se a la creació de Clic.cat, el primer directori de comerç a domicili de Catalunya, juntament amb 75 altres associacions en representació de 8.000 comerços en total. Posteriorment, el grup va mostrar-se reticent a la incorporació de les superilles a l'Eixample.
A banda, el 2022, l'eix va crear l'Eixample Barcelona Ràdio, una emissora de ràdio sintonitzada a través d'internet, de caràcter no professional, que emet una cinquantena de programes en què es parla principalment de l'actualitat de l'Esquerra de l'Eixample i de persones del barri. El projecte és presentat i capitanejat pel locutor Màrius Aquerol.